# Nuno Mendes (aviron)
Pour les articles homonymes, voir Nuno Mendes.
Nuno Mendes est un rameur portugais, né le 10 mai 1984 à Miragaia (Porto).

## Biographie
Il forme, avec Pedro Fraga, une paire efficace dans la catégorie deux de couple poids légers. Ils ont fini à la 8e place aux Jeux olympiques d'été de 2008 à Pékin. En 2010, 2011 et 2012, ils sont médaillés aux Championnats d'Europe d'aviron (médaille d'argent en 2010 et 2012, médaille de bronze en 2011).  En 2012, de nouveau qualifié pour les Jeux olympiques, à Londres, ils se qualifient pour la finale grâce à une brillante remontée lors de leur demi-finale.

## Palmarès

### Championnats d'Europe d'aviron
- Championnats d'Europe d'aviron 2010 à Montemor-o-Velho,  Portugal
  -  Médaille d'argent en deux de couple poids légers.
- Championnats d'Europe d'aviron 2011 à Plovdiv,  Bulgarie
  -  Médaille de bronze en deux de couple poids légers.
- Championnats d'Europe d'aviron 2012 à Varèse,  Italie
  -  Médaille d'argent en deux de couple poids légers.